# 101 dálmatas (película de 1996)
101 dálmatas (101 Dalmatians en inglés), titulada como 101 dálmatas: ¡Más vivos que nunca! en España y 101 dálmatas: ¡Ahora la magia es real! en Hispanoamérica, es una película estadounidense de 1996, remake de la película homónima de 1961 de la compañía Disney y basada en la novela de la escritora Dodie Smith. Estuvo dirigida por Stephen Herek , escrita por John Hughes y producida por Hughes y Ricardo Mestres. Fue un rotundo éxito, destacando la participación de Glenn Close como Cruella de Vil. Los actores Jeff Daniels, Joely Richardson, Joan Plowright y Tim McInnerny completan el elenco. A diferencia de la película animada de 1961, ninguno de los animales habla.
101 Dálmatas se estrenó el 27 de noviembre de 1996 y recaudó 320 millones de dólares en cines con un presupuesto de 67 millones de dólares, lo que la convirtió en la sexta película más taquillera de 1996 . Close fue nominada al Globo de Oro a la Mejor Actriz de Comedia o Musical, mientras que la película fue nominada al Premio BAFTA al Mejor Maquillaje y Peluquería. 
Una secuela, 102 dálmatas , se estrenó el 22 de noviembre de 2000, con Glenn Close y Tim McInnerny retomando sus papeles, mientras que un reinicio, Cruella , dirigido por Craig Gillespie, se estrenó el 28 de mayo de 2021.

## Argumento
Tras un encuentro fortuito, Roger, un creador de videojuegos que no ha tenido mucho éxito, y Anita se enamoran. Cada uno de ellos tiene un perro dálmata (Pongo, de Roger; y Perdi, de Anita) y estos caen enamorados también. 
Anita es diseñadora en la casa de modas De Vil, dirigida por la despiadada Cruella De Vil, una persona cuya máxima ilusión es tener un abrigo de piel de cualquier animal que desee. 
Poco tiempo después, Roger y Anita se casan y esperan la llegada de un bebé; y Pongo y Perdi tienen quince cachorros. Al enterarse, Cruella De Vil se presenta en la casa dispuesta a comprarlos, ofreciéndoles una enorme suma. No obstante, la pareja se niega, por lo que Cruella contrata a dos ladrones, Gaspar y Horacio, para que roben los cachorros. Los delincuentes consiguen su propósito una noche tras irrumpir en casa y encerrar a Nanny, llevándose a los perros a una mansión abandonada. Allí, Cruella De Vil, ansiosa por su abrigo, les ordena vigilarlos hasta la llegada del señor Skinner (un aliado que poco atrás le ayudó a asesinar y desollar a un tigre de bengala para obtener su piel y hacerse un abrigo). Sin embargo, los animales de toda la zona comienzan a comunicarse entre sí, trabajan en grupo y ayudan a los cachorros a escapar, llevándolos a través del campo a una granja cercana. Cruella, Horacio y Gaspar buscan a los perritos por todo el campo sin encontrarlos. 
Entre tanto, Pongo y Perdi, que han escapado de casa, siguen el rastro de sus cachorros y logran llegar hasta la granja, donde se reencuentran con sus quince hijos, más el resto de dálmatas que Cruella había robado. Esta última llega a la granja, pero los animales de allí le tienden diversas trampas mientras los perros huyen. 
Luego, Cruella De Vil es detenida por la policía, junto con sus cómplices Horacio, Gaspar y el señor Skinner, justo antes que los oficiales divisen la llegada de los perros, contabilizando 101 dálmatas en total.
La policía llega con Pongo, Perdi y los quince cachorros a casa de Anita y Roger, y les dice que si nadie reclama a los otros 84, irán a la perrera, momento en que Roger convence a Anita de acogerlos.
Un año más tarde, Anita, Roger, el bebé y Nanny viven felices en una enorme granja de campo (comprada con las ganancias del exitoso videojuego de Roger), en la que los dálmatas se han multiplicado, teniendo ahora cientos de ellos. 
Anita y Nanny hablan sobre la felicidad de que los perros tengan nuevos hijos, y Anita le dice a Roger que, a propósito del tema, tiene una maravillosa noticia que comunicarle.

## Reparto
| Actor            | Personaje                   |
| ---------------- | --------------------------- |
| Glenn Close      | Cruella de Vil              |
| Jeff Daniels     | Roger Dearly                |
| Joely Richardson | Anita Campbell-Green Dearly |
| Joan Plowright   | Nanny                       |
| Tim McInnerny    | Alonzo                      |
| Hugh Laurie      | Jasper                      |
| Mark Williams    | Horace                      |
| John Shrapnel    | Skinner                     |
| Brian Capron     | Reportero de noticias       |

## Producción

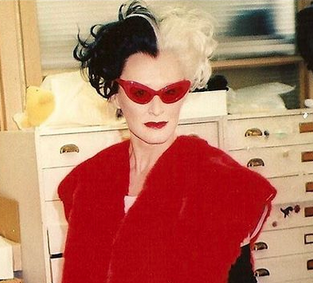
La actriz Glenn Close probándose el vestuario de Cruella de Vil para la película.

Las criaturas animatrónicas utilizadas en la película son proporcionadas por Creature Shop de Jim Henson. El productor Edward S. Feldman garantizó la adopción de todos los cachorros utilizados en la película. Durante el rodaje se utilizaron más de 300 cachorros dálmatas, porque "sólo pudimos utilizarlos cuando tenían 5 o 6 semanas de edad y estaban en su momento más lindos". El rodaje tuvo lugar en los estudios Shepperton de Londres.
John Hughes , quien escribió el guion de la película, se acercó a Glenn Close para el papel de Cruella de Vil , pero ella inicialmente lo rechazó. El diseñador de vestuario de la película, Anthony Powell , que estaba trabajando con Close en el espectáculo de Broadway, Sunset Boulevard, la convenció para que lo aceptara.
Minster Court se utilizó como exterior de la casa de moda de Cruella de Vil.  Sarum Chase se utilizó como exterior de su casa. El auto de Cruella es un Panther De Ville de 1976 modificado.

## Banda sonora
- Cruella De Vil	4:07
- One Hundred And One Dalmations - Duración: 3:56
- The House Of De Vil - Duración:	6:55
- Daisy, Daisy - Duración: 2:03
- The Wedding - Duración: 7:04
- Going To Have A Puppy - Duración: 2:40
- Birth (15 Puppies) - Duración: 7:18
- Kipper The Die Hard Dog - Duración: 1:27
- Woof On The Roof - Duración: 3:26
- Rescue - Duración: 2:09
- Kipper Finds The Puppies - Duración: 5:18
- Pup, Pup, Pup, Pup, Puppies - Duración:	4:17
- Reunion In The Barn - Duración:	5:19
- Puppies In The Mist - Duración:	1:59
- Home - One Big Happy Family

## Secuelas
El éxito de la película, provoca varias producciones de continuación. Una secuela cinematográfica, 102 dálmatas, estrenada el 22 de noviembre de 2000.

## Recepción

### Crítica
La película recibió críticas mixtas, pero la actuación de Close fue elogiada.
En Rotten Tomatoes, 101 Dálmatas tiene un índice de aprobación del 41% y una calificación promedio de 5,32/10, según 37 reseñas. El consenso crítico del sitio dice: "Aparte de la excelente actuación de Close, 101 Dálmatas es una nueva versión insulsa y sin sentido".
En Metacritic, la película tiene una puntuación promedio ponderada de 49 sobre 100, basada en 20 críticas, lo que indica "críticas mixtas o promedio". El público encuestado por CinemaScore le dio a la película una calificación promedio de "A" en una escala de A+ a F.

### Premios y nominaciónes
Globos de Oro
- Candidatura al premio como mejor actriz en comedia o musical para Glenn Close

Premios BAFTA
- Candidatura al mejor maquillaje y vestuario

Satellite Awards
- Candidatura a la mejor actriz para Glenn Close

Academy of Science Fiction, Fantasy & Horror Films
- Candidatura a la mejor actriz para Glenn Close.